# نهر بيو بيو
نهر بيو بيو (تختلف تهجئته الإسبانية من Biobío إلى Bío Bío أو Bio-Bio) هو ثاني أكبر نهر في تشيلي. وهو ينبع من بحيرات إيكالما وغاليتويه في جبال الأنديز ويتدفق على بعد 380 كم (236 ميل) إلى خليج أراوكو نحو المحيط الهادئ، كما يرتفع 1,160 متر (3,806 قدم) عن سطح البحر.
الروافد الرئيسية للنهر هي ماييكو ولاخا. وهو ثاني أطول نهر في تشيلي بعد نهر لوا. حوض نهر بيو بيو هو ثالث أكبر مستجمع مائي في تشيلي بعد حوضي نهر لوا ونهر بيكر. وهو أيضا أعرض نهر في تشيلي، بمتوسط عرض كيلومتر واحد. يعبر النهر أربعة جسور في منطقة مدينة كونسببسيون العمرانية: جسر بيو بيو لسكة الحديد (بني 1889)، جسر بيو بيو (بني 1942)، جسر خوان بابلو الثاني (بني 1973) وجسر ياكولين (بني 2000).

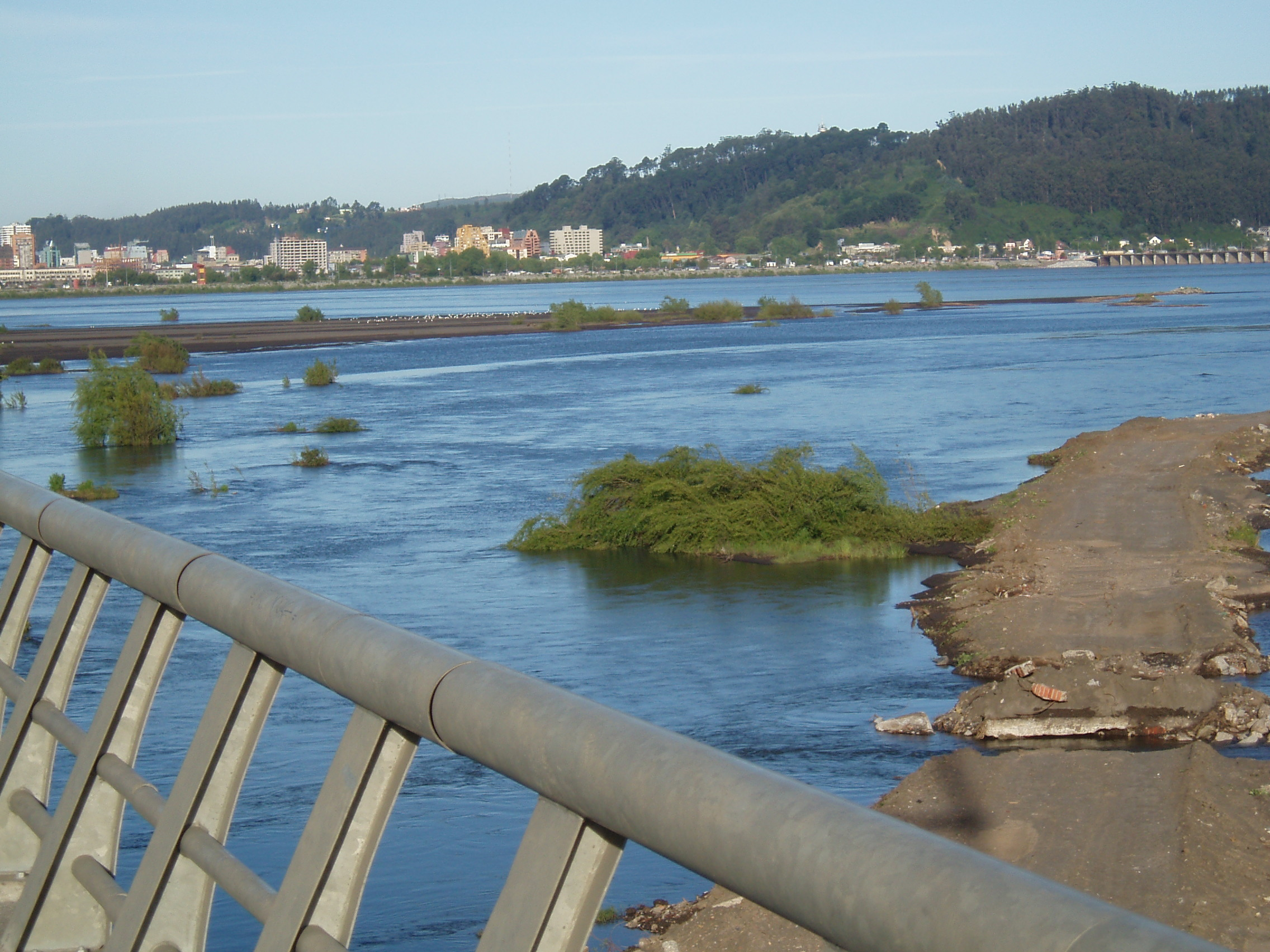
نهر بيو بيو عند كونسبسيون بالقرب من ملتقي البحر

## المجرى
ينبع نهر بيو بيو من الساحل الشرقي لبحيرة غاييتويه. يتدفق النهر شرقا لبضعة كيلومترات إلى النقطة حيث تصب فيه مياه بحيرة إيكالما القريبة من خلال جدول قصير. ثم يتحول مساره في اتجاه الشمال الغربي، متعرجا من خلال وادي واسع في الأنديز ويندمج مع بعض الروافد الصغيرة، كما هو الحال مع نهري لونكيماي وراوي. تتم تغذية نهر من قبل بعض الأنهار الجليدية في سييرا نيفادا ويمر بالقرب من البلدة التي تحمل نفس الاسم. يبدأ المسار العلوي للنهر عند التقائه مع نهر راوي، ويعرف محليًا باسم ألتو بيو بيو ويسيل بسرعة عبر واد ضيق تحيط به الجبال، ويصبح المسار أكثر انحدارًا. ثم يتم حجز مياه النهر على طول المسار السفلي من روافده في هذه المنطقة عن طريق سد رالكو. يجري النهر أسفل السد عند السفح الجنوبي الغربي من بركان كاياكي قبل أن يصب في خزان بانغي.
يتدفق النهر بعد وصوله إلى المنخفض المتوسط عبر منطقة مستوية، يلتحق به نهرا دوكيكو وبوريو، مما يزيد من عرضه ما بين 60 و120 مترًا ويقلل من سرعته، مما يسمح بالتنقل في بعض المناطق. ينضم إليه نهر فيرغارا بالقرب من ناسيميينتو، ويستنزف جزءًا كبيرًا من حوض النهر الجنوبي بعد أن تصب فيه مياه نهري ماييكو ورينايكو وراوي، والتي تشكل شبكة مياه متوازية باتجاه الشمال الغربي إلى بيو بيو وقسم كبير من الجزء الشمالي من إقليم أروكانيا في الأنديز.
وجنوب نهر فيرغارا، ينضم نهر بيو بيو إلى نهر تافوليفو المتدفق شرقًا من سلسلة ناويلبوتا ونهر غواكي القادم من الشرق في سفوح جبال الأنديز ونهر ريلي الصغير القادم من الغرب من الجزء الشمالي من المنحدرات الشرقية لجبال ناويلبوتا.
إلى الشرق من النطاق الساحلي لتشيلي، بالقرب من مدينتي سان روزيندو ولا لاخا، ينضم نهر بيو بيو إلى نهر لاخا، وهو رافد رئيسي من حيث حجم المياه. يتبع النهر من هنا مساره حيث يزداد عرضه إلى حد كبير، ليصل إلى كيلومترين في مصبه عند المحيط الهادئ، بالقرب من سان بيدرو دي لا باز وغران كونسبسيون. وينضم له نهر كيلاكويا على ضفته الشمالية على بعد تسعة كيلومترات من بلدة والكي.

## التاريخ
أتى اسم "Biobío" من لغة مابودونغون، وهي لغة شعب المابوتشي. كان نهر بيو بيو هو الخط الحدودي التقليدي، أو «لا فرونتيرا»، خلال الجزء الأخير من حرب أراوكو بين لا أراوكانيا، وهي مناطق قبائل مابوتشي الجنوبية ذاتية الحكم، والنقابية العامة في تشيلي. لم تدرج الأراضي جنوب النهر في دولة تشيلي حتى عقد 1880 بعد حملات «تهدئة أراوكانيا».
كان النهر في الماضي قابلا للملاحة عن طريق السفن حتى مدينة ناسيميينتو. ومع ذلك، أدت إزالة الغابات خلال بداية القرن العشرين إلى تعرية التربة بشدة ما أدى إلى اختناق النهر بالطمي وجعله غير قابل للملاحة.
اشتهر النهر في أوائل الثمانينات بكونه أحد أفضل أماكن ركوب الطوف في المياه البيضاء، حيث تستغرق الرحلة سبعة أيام من خلال بعض المناطق البرية في تشيلي. قامت شركة الطاقة أنديسا، التي أدارتها الدولة في تشيلي في ذلك الوقت، بتشييد سد بانغي رغم الاحتجاجات القوية من دعاة حماية البيئة. لم يعد النهر صالحا لركوب الطوف، كما تم تهجير قبائل بيوينتشي الأصليين الذين كانوا يعيشون في المنطقة منذ قرون.

## وصلات خارجية
- EVALUACION DE LOS RECURSOS HIDRICOS SUPERFICIALES EN LA CUENCA DEL RIO BIO BIO